# Floris Biskamp
Floris Biskamp (* 1982) ist ein deutscher Politikwissenschaftler und Soziologe. Er forscht und publiziert zu Themen der politischen Theorie, insbesondere im Bereich der kritischen Gesellschaftsanalyse, Antisemitismusforschung sowie Rassismusforschung. Seit 2023 ist Biskamp wissenschaftlicher Mitarbeiter am Institut für Politikwissenschaft der Eberhard Karls Universität Tübingen.

## Leben
Nach seinem Studium der Politikwissenschaft und Physik an der Justus-Liebig-Universität Gießen und der Boston University promovierte Floris Biskamp am International Graduate Centre for the Study of Culture in Gießen im Fach Soziologie mit einer Arbeit zu kritischer Theorie, postkolonialer Kritik und antimuslimischem Rassismus. Ein Promotionsaufenthalt führte ihn 2013 als Visiting Assistant in Research an die Yale University zu Seyla Benhabib.
Von 2014 bis 2018 war Biskamp Lehrkraft für besondere Aufgaben an der Universität Kassel in den Bereichen Globalisierung und Politik sowie Internationale Beziehungen. Zudem koordinierte er von 2016 bis 2018 das kooperative Promotionskolleg „Soziale Menschenrechte“ der Universität Kassel und der Hochschule Fulda. Anschließend übernahm er bis 2021 die Koordination des Promotionskollegs „Rechtspopulistische Sozialpolitik und exkludierende Solidarität“ der Hans-Böckler-Stiftung an der Universität Tübingen, wo er bis heute als assoziierter Postdoc tätig ist.
Im Wintersemester 2021/22 war Biskamp Gastprofessor für Demokratiebildung und Bildung für nachhaltige Entwicklung am Otto-Suhr-Institut der Freien Universität Berlin. Von 2022 bis Ende 2023 arbeitete er als wissenschaftlicher Mitarbeiter an der Katholischen Universität Eichstätt-Ingolstadt und war dort stellvertretender Projektleiter im BMBF-Projekt „EZRA: Rassismus und Antisemitismus erinnern“.
Zu seinen Forschungsschwerpunkten zählen politische Theorie, politische Bildung, internationale politische Ökonomie, Populismus- sowie Rassismusforschung.

## Positionen
Biskamp äußerte sich 2019 kritisch zur internationalen BDS-Kampagne gegen Israel und hält sie „als Ganzes für antisemitisch“. Der Bewegung gehe es nicht um einen Boykott der Regierung, sondern um einen Boykott aller israelischen Unternehmen, Kulturschaffenden sowie der gesamten Gesellschaft.
In einem Gastbeitrag im Tagesspiegel 2020 argumentiert Biskamp, dass die häufige Rede von Meinungsdiktatur, Diskurswächtern und Cancel Culture der Realität an deutschen Universitäten nicht gerecht werde. Biskamp betont, dass die Vorstellung einer allgegenwärtigen Cancel Culture in Deutschland übertrieben sei und eher als Kampfbegriff diene, um progressive Kritik zu delegitimieren. Er plädiert für eine differenzierte Betrachtung von Debattenkultur und Meinungsfreiheit, die nicht durch pauschale Vorwürfe verzerrt werden sollte.
Biskamp setzte sich im Mai 2025 mit der IHRA-Arbeitsdefinition von Antisemitismus und der Jerusalemer Erklärung zum Antisemitismus auseinander. Er kritisierte die IHRA-Arbeitsdefinition als „ungeeignet“, da sie vage Begriffe ohne folgende Spezifizierung verwende und lediglich unsystematische Beispiele liefere, anstatt klare Kriterien anzubieten. Auf formaler Ebene sei die Jerusalemer Erklärung daher „deutlich besser“. Ihre Schwäche liege jedoch in ihrer Aussage zur BDS-Kampagne gegen Israel, da sie diese als „nicht per se antisemitisch“ einordne. Dies sieht er als „intellektuell und politisch gescheitert“, da es eine pauschale Deproblematisierung von BDS suggeriere und der Frage ausweiche, unter welchen Bedingungen BDS oft antisemitisch sei. Angesichts dieser Probleme seien beide Definitionen in der Öffentlichkeit primär als „politische Bekenntnisse“ zu verstehen.

## Publikationen (Auswahl)

### Monografien
- Orientalismus und demokratische Öffentlichkeit: Antimuslimischer Rassismus aus Sicht postkolonialer und neuerer kritischer Theorie. Transcript Verlag, Bielefeld 2016, ISBN 978-3-8394-3590-8.
- Die Dramaturgie demokratischer Imperien: Über das Verhältnis von Imperialität und Demokratie in der Debatte um das American Empire. Peter Lang GmbH, Frankfurt 2010, ISBN 978-3-653-00211-9.

### Sammelbandbeiträge
- Rechtsruck, welcher Rechtsruck? Verlag Barbara Budrich, Opladen 2021, doi:10.3224/84742498.03.

### Essays
- Ich sehe was, was Du nicht siehst. Antisemitismuskritik und Rassismuskritik im Streit um Israel. Peripherie (Ausgabe 159/160, S. 426–440), 2020, doi:10.3224/peripherie.v40i3-4.12.